# Пекутово
Пекутово (пол. Piekutowo) — село в Польщі, у гміні Барглув-Косьцельний Августівського повіту Підляського воєводства.
У 1975-1998 роках село належало до Сувальського воєводства.